# Forêt rare du Lac-Morrisson
La forêt rare du Lac-Morrisson est un écosystème forestier exceptionnel du Québec (Canada) située dans la ville de Pohénégamook. 
Cette forêt de 52,7 hectares a pour mission de protéger une frênaie noire à orme d'Amérique, la présence de ce type de forêt à l'est de la rivière Chaudière est rarissime.

## Histoire
Le site a été désigné écosystème forestier exceptionnel en 2003.

## Toponymie
La forêt rare du Lac-Morrisson reprends le toponyme du lac Morrisson qui se trouve à proximité. L'origine du nom du lac est quant à elle inconnue auprès de la Commission de toponymie.

## Flore
Le couvert forestier est dominé par le frêne noir, quant aux ormes d'Amérique, ceux-ci n'atteignent pas de hauteur ou de diamètre important. Ces derniers ce sont faits éliminés du couvert arborescent supérieur par la graphiose de l'orme.
Parmi les autres essences, on retrouve l'érable à épis, le sapin baumier, l'aulne rugueux, le cerisier de Virginie et le noisetier à long bec.